# Ярактинское нефтегазоконденсатное месторождение
Ярактинское — нефтегазоконденсатное месторождение в России. Открыто в 1971 году. Расположено в 140 км от города Усть-Кута, в северной части Усть-Кутского района и южной части Катангского района Иркутской области.

## Географические и геологические данные
Месторождение находится в верхнем течении Нижней Тунгуски, в бассейнах её левых притоков Яракты (отсюда название) и Гульмока.
Нефтегазоносность связана с отложениями вендского и кембрийского возрастов — песчаниками ярактинского горизонта общей толщиной до 40 м. Запасы нефти 102,5 млн тонн. Плотность нефти составляет 0,830 г/см³ или 34° API. Плотность конденсата составляет 0,67 — 0,71 г/см³
Нефтегазоконденсатное месторождение относится к Восточно-сибирской нефтегазовой провинции. В тектоническом отношении расположено в пределах юго-западного погружения Непского свода Непско-Ботуобинской антеклизы.

## Лицензирование и разработка
Первая поисковая скважина на Ярактинской площади была заложена в 1969 году. В конце 1970 года был получен первый результат — фонтан нефти дебитом 100 м³/сутки, послуживший открытием Ярактинского месторождения. Эксплуатация Ярактинского нефтегазоконденсатного месторождения началась в 1992 году.
Оператор — Иркутская нефтяная компания (ИНК), для которой Ярактинское месторождение является основным — здесь добывается примерно 80 % углеводородного сырья компании.
Держатель лицензии на разработку Ярактинского месторождения — ОАО «Усть-Кутнефтегаз» (дочернее предприятие ИНК). Лицензия ИРК № 01162 НЭ, выдана 23 декабря 1996 года, действительна до декабря 2033 года.
По результатам 2009 года на месторождении извлечено 319,4 тыс. тонн сырья (▲ 29,7 % по сравнению с 2008 годом). В 2010 году планировалось добыть около 0,5 млн тонн сырья.
При поставках в ВСТО добываемая на месторождении нефть облагается нулевой экспортной пошлиной.

## Транспортировка

### Трубопровод Яракта —Марково—Усть-Кут
Транспортировка нефти до окончательной сдачи трубопровода Яракта — ВСТО осуществляется по трубопроводу, связывающему Ярактинское, Марковское месторождения и железнодорожный терминал в Усть-Куте.
Участок от Яракты до Маркова построен в 2003 году, его длина составляет 94 км. До 2007 года добытое на обоих месторождениях сырьё концентрировалось на перекачивающей станции Марковского месторождения, а затем вывозилось автотранспортом в Усть-Кут.
В 2007 году было завершено строительство нефтепровода от Марковского месторождения до железнодорожной станции Лена длиной 130 км и мощностью 750 тыс. тонн в год, что позволило исключить автомобильные перевозки из транспортной цепочки.
В 2011 году этот трубопровод будет законсервирован.

### Трубопровод Яракта —ВСТО
С 2011 года вся транспортировка добываемой нефти будет осуществляться по трубопроводу, соединяющему месторождение с ВСТО в районе нефтеперекачивающей станции (НПС) № 7.
Длина линейной части трубопровода составляет 61 км, строительство завершено в октябре 2010 года. В конечной точке нефтепровода расположен пункт сдачи-приёмки сырья (ПСП), первая очередь которого была завершена в январе 2011 года. Мощность ПСП составляет 1,5 млн тонн в год, по мере роста добычи её планируется увеличить до 3,4 млн тонн в 2013 году.
По состоянию на апрель 2011 года производится государственная регистрация прав собственности на трубопровод.
В дальнейшем компания планирует продлить нефтепровод, построив участок, соединяющий Ярактинское месторождение с Даниловским.